# Падуанська герцогиня
«Падуанська герцогиня» (англ. The Duchess of Padua) — рання п'єса ірландського письменника Оскара Вайлда. Мелодраматична трагедія, написана білим віршем, складається з п'яти дій. Написана на початку 1883 року в Парижі, безпосередньо для актриси Мері Андерсон, яка, однак, в останній момент відмовилася зіграли головну роль. Перша публікація п'єси відбулася 1883 року в Нью-Йорку. 26 січня 1891 року п'єсу поставили на сцені Бродвейського театру в Нью-Йорку під назвою «Гвідо Ферранті», яка йшла протягом трьох тижнів. 1922 року Гнат Юра здійснив власний переклад п'єси українською та поставив її на сцені Театру імені Івана Франка, який тоді працював у Вінниці.

## Історія написання
Вайлд вперше згадує про можливість написання білим віршем трагедії на п'ять дій у 1880 році. Першопочатково п'єса мала мати назву «Герцогиня Флорентійська». На Вайлда, зокрема, сильно вплинули дві історичні п'єси Віктора Гюго — «Лукреція Борджіа» (1833) та «Анджело, тиран Падуйський» (1835), дія яких також відбувалася в Італії.
Вайлд писав п'єсу безпосередньо для Мері Андерсон, яка мала б зіграти головну роль:
|  | Я не зможу написати навіть плану п'єси, допоки не зустрінусь та не порозмовляю з Вами. Усі хороші п'єси — це поєднання поетичної вигадки та того практичного акторського знання, яке надає насиченості сценічній грі... Я хочу, щоб Ви стали в один ряд із великими актрисами світу... Через ту цілковиту та палку віру, яку Ви в мене вселяєте, у мене не залишилося жодних сумнівів щодо того, що я можу написати і напишу для Вас таку п'єсу, створену для Вас і натхненну Вами, що прославить Вас як нову Рашель і, можливо, прославить мене як нового Гюго. Оригінальний текст (англ.) I cannot write the scenario until see you and talk to you. All good plays are a combination of the dream of a poet and that practical knowledge of the actor which gives concentration to the action...I want you to rank with the great actresses of the earth...having in you a faith which is as flawless as it is fervent I doubt not for a moment that I can and will write for you a play which, created for you and inspired by you, shall give you the glory of a Rachel, and may yield me the fame of a Hugo. |

У Вайлда, однак, виникли труднощі у переговорах з її менеджером і вітчимом, Гамільтоном Гріффіном, якого письменник позаочі називав просто «Гріффіном» або «огрядним втілення жаху». 23 вересня 1882 року всі троє зустрілися в Бостоні і домовилися про прем'єру 22 січня 1883 року. У жовтні Вайлд дізнався, що Гріффін та Мері вирішили відкласти постановку до листопада. Зрештою, у грудні, вони все-таки підписали контракт — Вайлд отримав 1,000 фунтів авансом, а решту 4000 фунтів мав отримати, якщо Мері одобрить остаточну версію п'єси, яку письменник зобов'язався представити в березні 1883 року. Вайлд розраховував на аванс у розмірі 5000 фунтів, тому залишився дещо розчарований та назвав свій заробіток «жебрацькою платнею».
Вайлд закінчив п'єсу в паризькому готелі «Вольтер» 15 березня 1883, на 14 днів пізніше від встановленого Гріффіном терміну. Андерсон, однак, повела себе непохитно і у квітні повністю відмовилась від п'єси.
У 1889 році постановкою п'єси несподівано зацікавився американський актор Лоуренс Баррет, який відразу вийшов на контакт з Вайлдом. Обговорити п'єсу домовились у липні. У своєму листі до Баррета Вайлд навіть погодився зробити будь-які запропоновані актором зміни. Серед змін, запропонованих Бареттом, стала нова назва — «Гвідо Ферранті», на честь головного героя. Таке рішення, на думку Баретта, мало принести величезний успіх. Він також переконав Вайлда приховати на деякий час своє авторство, щоб на постановку не впала тінь попередньої провальної п'єси «Віра, або Нігілісти» . Однак, газеті «New York Tribune» вдалось правильно визначити автора, а вже після прем'єрного показу на рекламних оголошеннях писало: «Любовна трагедія Оскара Вайлда». П'єса вперше поставлена у січні 1891 у Нью-Йорку, Барет зіграв Феранті, а Мінна К. Гейл — герцогиню Падуанську. Протягом трьох тижнів п'єсу поставили двадцять один раз.

## Дійові особи
| - Сімоне Ґессо, герцог Падуї; - Беатріче, його дружина; - Андреа Полляюольо, кардинал Падуї; - Массіо Петруччі , з окружейння герцога; - Еппо Бітелльоццо, з окруження герцога; - Тадео Барді, придворний герцог; | - Ґвідо Ферранті, молодик. - Асканіо Крістофано, його друг; - Граф Моранцоне, літня людина; - Бернардо Кавалькаті, прокурор Падуї; - Ґуґо, кат; - Лючія, дівчина при герцогині. |

## Сюжет
Молодий Ґвідо Ферранті, син колишнього герцога Падуанського, вступає на службу до нинішнього герцога, щоб помститися за смерть свого батька. Однак, закохавшись в герцогиню, Ґвідо не може змусити себе скоїти вбивство та заплямувати кров'ю їхню з герцогинею стосунки. Заради їхнього взаємного кохання, на злочин наважується сама герцогиня і вбиває кинджалом свого сонного чоловіка. Довідавшись про такий вчинок герцогині, Ґвідо починає зневажати свою кохану. Розлютившись, герцогиня наказує сторожі заарештувати Гвідо як вбивцю її чоловіка. Відбувається суд, де Ґвідо бере на себе усю провину та чекає на страту. Герцогиня кається у своєму вчинку та навідується до камери Ґвідо, аби допомогти йому втекти. Закінчується п'єса трагічно — герцогиня випиває отруту, а Ґвідо прохромлює своє серце кинджалом.

## Переклад українською
- Уальд О. Падуанська герцогиня: Трагедія з XVI століття (З англ. перекл. Голубець М.) / О. Уальд // Життя і мистецтво. — 1920. — Ч.1. — С.13-18; Ч.2. С.43-51; Ч.3. — С.84-86; Ч.4/5. — С.120-126; Ч.6/8. — С.155-172